# Pesa 610M
Pesa 610M – szerokotorowy inspekcyjny wagon spalinowy wyprodukowany przez Pesa Bydgoszcz dla Kolei Ukraińskich. Jest wersją rozwojową jednoczłonowego spalinowego pojazdu szynowego Partner (typ 214M). Powstał tylko jeden egzemplarz, który został dostarczony w 2004 roku.

## Historia
Pesa Bydgoszcz w 2001 rozpoczęła produkcję fabrycznie nowych pojazdów szynowych. Jako pierwszy powstał normalnotorowy spalinowy wagon silnikowy typu 214M przeznaczony na rynek polski. W 2004 Pesa rozpoczęła realizację zamówień na pojazdy tego typu dla kolei szerokotorowych. Pierwsze dotyczyło pięciu wagonów dla Kolei Ukraińskich. Jednym z nich jest wagon inspekcyjny 610M przeznaczony dla dyrektora generalnego Kolei Ukraińskich, a pozostałe cztery to 620M przeznaczone dla regularnego ruchu pasażerskiego. Projekt wyglądu zewnętrznego i wnętrza wagonu inspekcyjnego typu 610M został zrealizowany przez nieoficjalną grupę projektową D7, w skład której weszli Marek Adamczewski oraz Marek i Bogumiła Jóźwiccy.
W 2011 Koleje Rosyjskie zamówiły nowy model pojazdu inspekcyjnego Pesy – 611M.

## Konstrukcja

### Pudło
610M to wagon silnikowy dostosowany do skrajni szerokotorowej (szerszy w stosunku do polskich odpowiedników) i wyposażony w sprzęg SA-3. Wytrzymałość konstrukcji nadwozia określono jako P II według normy PN EN 12663. Zastosowano nierdzewne poszycie.

### Napęd i zawieszenie
Wagon porusza się na dwóch wózkach napędowych typu 3MSa. Zawieszenie ma dwa stopnie usprężynowania, drugim są sprężyny pneumatyczne. Jednostki napędowe stanowią dwa silniki MTU połączone z przekładniami Voith. Możliwa jest trakcja wielokrotna do 3 pojazdów.
Pojazd jest wyposażony w system kontroli i diagnostyki.

### Przestrzeń pasażerska
Wnętrze pojazdu zostało przystosowane do pracy i podróżowania. Na obu końcach pojazdu znajdują się, połączone z kabiną maszynisty, sale widokowe umożliwiające obserwację aktualnie pokonywanej linii kolejowej. W wagonie znajduje się także sala konferencyjna wyposażona w sprzęt audiowizualny oraz przedział biurowo-sypialny z łazienką (zamknięty system WC) i zapleczem kuchennym. Do wykończenia środka pojazdu wykorzystano elementy drewniane, a siedziska powleczono skórzaną tapicerką. Wnętrze jest w pełni klimatyzowane i monitorowane

### Wejście
Z każdej strony pojazdu znajduje się jedna para drzwi o szerokości 1 300 mm. Połączenie obniżanych dwóch stopni wewnątrz i jednego wysuwanego na zewnątrz umożliwia wychodzenie zarówno na wysoki peron, jak i bezpośrednio na podtorze. Podłoga znajduje się na wysokości 1 345 mm nad poziomem główki szyny.

## Eksploatacja
| Państwo | Użytkownik                                 | Liczba | Numery | Lata dostaw |             |
| ------- | ------------------------------------------ | ------ | ------ | ----------- | ----------- |
| Ukraina | Ukrzaliznycia (Kolej Południowo-Zachodnia) | 1      | 001    | 2004        | [ 2 ] [ 7 ] |

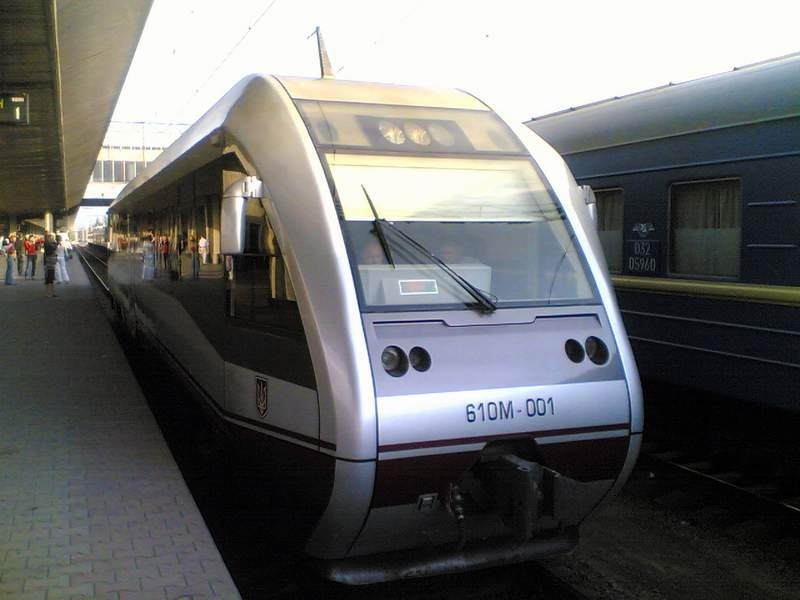
610M na dworcu w Kijowie

610M-001 służy od 2004 do jazd inspekcyjnych dyrekcji kolei ukraińskich. Do grudnia 2012, kiedy przechodził przegląd techniczny poziomu czwartego u producenta w Bydgoszczy, przejechał 700 000 km.
Podczas rosyjskiej inwazji w 2022 pojazd przeznaczono jako mobilne centrum dowodzenia służące do zarządzania Kolejami Ukraińskimi. Na pokładzie zamontowano instalacje Starlink.